# Muntiacini
A Muntiacini az emlősök (Mammalia) osztályának párosujjú patások (Artiodactyla) rendjébe, ezen belül a szarvasfélék (Cervidae) családjába és a szarvasformák (Cervinae) alcsaládjába tartozó nemzetség.

## Rendszertani besorolása
Ezt az állatcsoportot korábban a szarvasfélék családján belül alcsaládként kezelték muntyákszarvasformák (Muntiacinae) néven, azonban a legújabb DNS-vizsgálatok, melyek a mitokondriális citokróm-b nevű gént voltak hivatottak feltérképezni, azt mutatták, hogy a szarvasféléken belül csak két alcsalád van, és a muntyákszarvasok a szarvasformák részét képezik mint nemzetség.

## Rendszerezés
A nemzetségbe az alábbi két recens nem és négy fosszilis nem tartozik:
- Elaphodus: H. Milne-Edwards, 1872 – egy faj;
- muntyákszarvas (Muntiacus): Rafinesque, 1815 – 12 élő faj.

A nemzetség fosszilis nemei a fosszilis szarvasfélék című szócikkben vannak fölsorolva.

### Fordítás
- Ez a szócikk részben vagy egészben  a   Muntiacini című angol Wikipédia-szócikk ezen változatának fordításán alapul.  Az eredeti cikk szerkesztőit annak laptörténete sorolja fel. Ez a jelzés csupán a megfogalmazás eredetét és a szerzői jogokat jelzi, nem szolgál a cikkben szereplő információk forrásmegjelöléseként.